# Équipe de Trinité-et-Tobago féminine de volley-ball
L'équipe de Trinité-et-Tobago féminine de volley-ball est composée des meilleures joueuses trinidadiennes sélectionnées par la Fédération trinidadienne de volley-ball (Trinidad & Tobago Volleyball Federation, TTVF). Elle est actuellement classée au 55e rang de la Fédération internationale de volley-ball au 11 juillet 2022.

## Sélection actuelle
Sélection pour la Coupe panaméricaine 2010.
Entraîneur :  Francisco Cruz Jimenez ; entraîneur-adjoint :  Nicholson Drakes

## Palmarès et parcours

### Palmarès
Néant.

### Parcours

#### Championnat d'Amérique du Nord
| - 1969 : Non qualifié - 1971 : Non qualifié - 1973 : Non qualifié - 1975 : Non qualifié - 1977 : Non qualifié - 1979 : Non qualifié - 1981 : Non qualifié - 1983 : Non qualifié - 1985 : Non qualifié - 1987 : Non qualifié | - 1989 : Non qualifié - 1991 : Non qualifié - 1993 : Non qualifié - 1995 : Non qualifié - 1997 : 6e - 1999 : Non qualifié - 2001 : Non qualifié - 2003 : 7e - 2005 : 8e - 2007 : 8e | - 2009 : 8e - 2011 : 7e - 2013 : 6e - 2015 : 7e - 2017 : 2e de la poule C - 2019 : 8e - 2021 : 7e - 2023 : Non qualifié |

#### Coupe panaméricaine
| - 2002 : Non qualifié - 2003 : Non qualifié - 2004 : Non qualifié - 2005 : Non qualifié - 2006 : Non qualifié - 2007 : 12e - 2008 : 12e - 2009 : 10e - 2010 : 10e - 2011 : 10e | - 2012 : 10e - 2013 : 10e - 2014 : 11e |

#### Jeux d'Amérique centrale et des Caraïbes
| - 1938 : ? - 1946 : ? - 1959 : ? - 1962 : ? - 1966 : ? - 1970 : ? - 1974 : ? - 1978 : ? - 1982 : ? - 1986 : ? | - 1990 : ? - 1993 : ? - 1998 : ? - 2002 : ? - 2006 : Non qualifiée - 2010 : 4e |